# Missione di San Rafael Arcángel

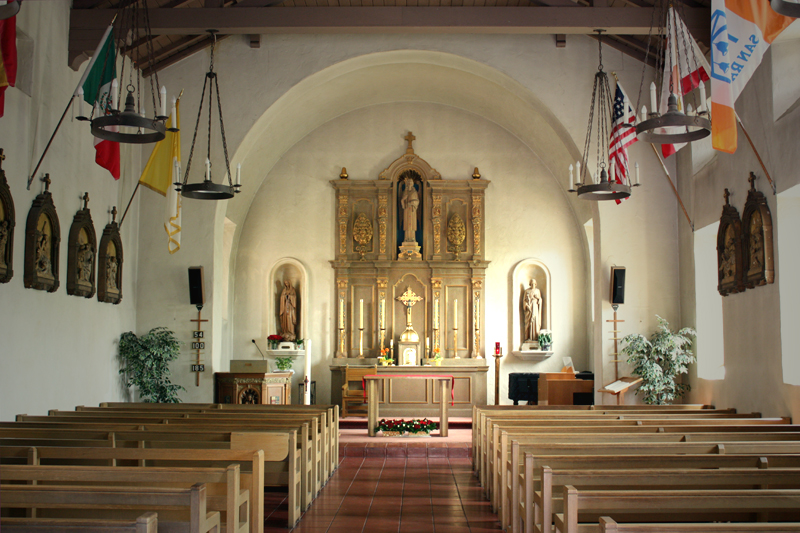
Interno della capilla (cappella), 1974

La Missione di San Raffaele Arcangelo fu una missione spagnola in California, allora Provincia del Vicereame della Nuova Spagna (Alta California)

## Storia
Inizialmente fu una asistencia (Submssione) della Missione San Francisco de Asís, con il compito principale di ospedale per Nativi americani. Fu il primo sanatorio dell'Alta California. L'edificio si trova a San Rafael, comune della Contea di Marin in California, del quale l'Arcangelo Raffaele è il santo patrono.
La Missione fu fondata il 14 dicembre 1817 dal padre Vicente Francisco de Sarría che le diede il nome di Missione del Gloriosissimo Principe San Raffaele Arcangelo. Nel 1822 ottenne il riconoscimento di Missione a tutti gli effetti. Fu la quarta Missione spagnola in California.
Nel 1844 la Missione fu abbandonata e nel 1846 venduta per 8.000 $ USA al generale e uomo politico John Charles Frémont. Nel 1855 la Missione fu riacquistata.
Nel 1870 fu distrutta completamente. Nel 1949 fu eretta nello stesso luogo una copia della Cappella, dove un tempo si trovava l'ospedale. Accanto si trova la chiesa di San Raffaele.
Oggi è una cappella di proprietà dell'Arcidiocesi di San Francisco.
La cappella è un Monumento storico della California.